# OWV
OWV（オウブ）は、日本の4人組男性ダンスボーカルグループ。所属は吉本．

## 概要
オーディション番組『PRODUCE 101 JAPAN』に出演した元練習生4人で結成されたボーイズグループ。番組終了後リーダーの本田が吉本興業へ3日に1回直談判しに通い、その後スタッフと話し合ううちに同じ熱量を持っていた本田、中川、佐野が集まり浦野がついてきてグループを結成することになる。

グループ名は
Our only Way to get Victoryの頭文字から取っており、「誰にも真似することのできない唯一無二のグループとなり、この世界で勝利を掴む」という4人の強い意志が込められている。

メンバー全員が下積みを経験しており、メンバー自身が楽曲や衣装の選定に関わっていることが特徴。

公式ファンネームはQWV（キュウブ）。OWVにファンの一筆が加わってQWVとなる。またメンバー４人の四角形がファンによって立体となるという意味も込められている。

メンバーとスタッフ、ファンを総称して「teamOWV」と呼称している。

## 来歴

### 2019年
- 9月26日 - オーディション番組『PRODUCE 101 JAPAN』放送開始。
- 12月11日 - 同番組が放送終了。

### 2020年
- 4月11日 - 本田康祐が自身のTwitterで吉本興業と契約し、中川勝就、浦野秀太、佐野文哉と共にグループを結成したことを発表。[11]
- 4月18日 - 新型コロナウイルスによる自粛期間中の試みとして『ほなうさラジオ』の期間限定配信を始める。
- 5月25日 - グループ名が「OWV」であることが発表される。同時に公式サイト[12]がオープンする。
- 5月28日 - ファッション雑誌「NYLON」にて雑誌に初掲載される。
- 6月 3日 - GYAO!で結成記念生配信特番が配信。レコード会社がユニバーサルシグマであり年内にデビューすることを発表した。
- 6月17日 - Youtubeチャンネル「OWVチャンネル」が開設される[13]。
- 7月20日 - OFFICIALFANCLUB[14]が開設される。
- 9月 5日 - 第31回 マイナビ 東京ガールズコレクション 2020 AUTUMN／WINTER ONLINEで初パフォーマンス。[15]
- 9月 6日 - 公式TikTok[16]が開設される。
- 9月30日 - デビューシングル「UBA UBA」をリリース。[17]
- 12月24日 - 1st写真集「Asphalt」(ワニブックス)発売。[18]
- 12月27日 - 初のオンラインファンミーティング「OWV OFFICIAL FANMEETING～ROUTE Ⅰ～」を開催[19]し、ジバンシイビューティーのアンバサダー就任を発表。[20]
- 12月31日 - ももいろ歌合戦（BS日テレ・ニッポン放送・AbemaTV）へ初出場。[21]

### 2021年
- 1月20日 - 2ndシングル「Ready Set Go」をリリース。[22]
- 1月29日 - GIVENCHY×OWVの特設ページがオープン。[23][24]
- 3月24日 - 初のコラボカフェが開催される。（The Neworder Table渋谷店、4月18日まで）[25][26]
- 3月31日 - 3rdシングル「Roar」をリリース。[27]
- 4月11日 - 結成記念日に初の有観客ワンマンライブ「OWV 1st Anniversary Talk & Live “AWAKE”」を開催。[28]
- 7月28日 - 4thシングル「Get Away」をリリース。[29]
- 8月1日 -「OWV SUMMER LIVE 2021 -WIND-」東京公演を開催。[30]
- 8月22日 -「OWV SUMMER LIVE 2021 -WIND-」大阪公演を開催。[31]
- 9月23日 -  KCON:TACT HI 5 <KCON World Premiere: The Triangle>に出演。「PRODUCE 101 JAPAN」出身のJO1、ENJINと共演。[32]
- 10月1日 - 大阪にてコラボ居酒屋が開催される。（ひなた梅田店、10月24日まで）[33][34]
- 10月12日 - 東京・大阪・宮城の3都市でポップアップストア、コラボカフェが開催される。（10月24日まで）[35][36]
- 10月13日 - 1stアルバム「CHASER」をリリース。[37]
- 11月7日 - 初のライブツアー「OWV LIVE TOUR 2021 -CHASER-」を開催。（全国4都市、12月5日まで）[38][39][40][41]

### 2022年
- 2月12日 -「OWV ONEMAN LIVE 2022 -and I-」を開催。[42]
- 3月9日 - 5thシングル「You」をリリース。[43]
- 3月18日 - 池袋パルコ2022春のキャンペーンモデルに起用、コラボイベントが実施される。[44][45][46]
- 4月10日 -「OWV OFFICIAL FANMEETING -POST TOWN-」を開催。[47]
- 7月27日 - 6thシングル「Time Jackerz」をリリース。
- 8月29日 - 「FM OSAKA E∞Tracks Selection～OWVのシャカラカRadio & Live!!」を開催。[48]
- 10月1日 - 「OWV LIVE TOUR 2022 -STRANGE-」を開催。（全国3都市、11月3日まで）[49][50][51]
- 11月2日 - 7thシングル「Let Go」をリリース。[52]
- 11月19日 - 「OWV LIVE TOUR 2022-STRANGE- After Party」を開催。[53]
- 12月19日 - FANYチャンネルにて「OWV旅」を放送。（全3回、1月2日まで）[54]

### 2023年
- 3月10日 - dTV/Leminoプレミアムにて「全力フルスイングOWVり!!」を配信。（全4回）[55]

- 3月11日 - 「OWV LIVE TOUR 2023 -CASINO-」を開催。（全国4都市、4月1日まで）[56]
- 3月30日 - 「Novel Core × OWV」2マンライブを開催。
- 4月11日 - 「OWV LIVE TOUR 2023 -CASINO- After Party」を開催。[57]
- 4月11日 - 「OWV 3rd Anniversary Fan Meeting 2023」を開催。[58]
- 7月19日 - 2ndアルバム「JACK POT」をリリース。[59]
- 8月27日 - 「OWV×WaraiMiraiFes LIVE supported by DAIWA」に出演。[60]
- 10月7日 - 「OWV LIVE TOUR 2023 -MUSEUM-」を開催。（全国8都市、1月14日まで）[61]

### 2024年
- 2月7日 - 8thシングル「BREMEN」をリリース。[62]同日発表のオリコンデイリーランキング1位を獲得。そして、2月13日公開のオリコン週間シングルランキング、2月14日公開Billboard JAPAN週間シングル・セールス・チャート共に初登場1位。自身初の1位獲得となった。[63][64]
- 3月23日 - 「OWV FAN MEETING」を開催。[65]
- 6月12日 - 9thシングル「LOVE BANDITZ」をリリース。[66]
- 10月23日 - 10thシングル「Frontier」をリリース。[67]記念すべき10枚目シングル表題曲「Frontier」は、Da-iCEの工藤大輝が作詞作曲・プロデュースを手掛けた。[68]
- 11月10日 - 「王舞学園 王舞祭2024」を開催。（全国2都市、11月23日まで）[69]イベントでは初の試みとなるファンとの「合唱コンクール」を行った。[70]
- 12月8日 - ホノルルマラソン2024 メンバー4人が見事に全員完走。佐野、浦野、本田、中川。

### 2025年
- 2月2日 - 「OWV LIVE TOUR 2025 -VERSUS-」を開催。（全国4都市、3月9日まで）[71]
- 4月6日 - 「OWV 5th Anniversary LIVE -SUPERNOVA-」を幕張メッセにて開催。[72]
- 4月9日 - 3rdアルバム「Supernova」をリリース。[73]このアルバムではOWVメンバー自身が初めて楽曲制作に参加し、クリエイターとともにコライトに挑んだ。[74]
- 7月26、27日 - 万博記念公園 もみじ川芝生広場にて開催される「大阪・関西万博開催記念 Survive FES」に出演。[75]
- 12月13、14日 - OWVとOCTPATHによる史上初の連動型2DAYSワンマンライブ「OWV・OCTPATH MASHUP LIVE 2025 TWO THRONE」が開催予定。タイトルは、「王座が2つある＝両者が主役」を意味する『TWO THRONE』。[76]
- 9月12日 - 「OWV LIVE TOUR 25-26 -VERSUS-」を開催予定。対バンツアーとなっており9月12日にZepp hanedaで開催されるライブではまさかの「OWV VS OWV」となっている。別日の詳細は未だ未定である。（全国2都市、2026年2月20日まで）[77]

## メンバー
| 名前                           | 生年月日              | 出身地        | 身長  | 体重 | 血液型 | メンバーカラー | プロフィール                               |
| ------------------------------ | --------------------- | ------------- | ----- | ---- | ------ | -------------- | ------------------------------------------ |
| 本田康祐 （ほんだ こうすけ）   | 1995年4月11日（30歳） | 日本 福島県   | 175cm | 63kg | A      | 赤             | - リーダー - ENFP(運動家)                  |
| 中川勝就 （なかがわ かつなり） | 1997年3月16日（28歳） | 日本 兵庫県   | 183cm | 72kg | A      | 紫             | - メインラッパー - INFP(仲介者)            |
| 浦野秀太 （うらの しゅうた）   | 1997年6月17日（28歳） | 日本 神奈川県 | 180cm | 61kg | A      | 黄             | - メインボーカル - INFJ(提唱者)            |
| 佐野文哉 （さの ふみや）       | 1997年5月25日（28歳） | 日本 山梨県   | 171cm | 54kg | B      | 青             | - ダンスリーダー - ENTP(討論者) - ランナー |

## 作品

### シングル
| No.  | リリース日     | タイトル     | 最高位 | 形態                                   | 規格品番 |
| ---- | -------------- | ------------ | ------ | -------------------------------------- | --- |
| 1st  | 2020年9月30日  | UBA UBA      | 5      | 初回盤（CD+DVD）                       | UMCK-7092 |
| 1st  | 2020年9月30日  | UBA UBA      | 5      | 通常盤（CD only）                      | UMCK-5692 |
| 1st  | 2020年9月30日  | UBA UBA      | 5      | FC限定盤（CD+DVD+フォトブック）        | PDCS-5922 |
| 2nd  | 2021年1月20日  | Ready Set Go | 3      | 初回盤（CD+DVD）                       | UMCK-7068 |
| 2nd  | 2021年1月20日  | Ready Set Go | 3      | 通常盤（CD only）                      | UMCK-5696 |
| 2nd  | 2021年1月20日  | Ready Set Go | 3      | FC限定盤（CD+DVD+GOODS）               | ※メンバー別4形態 - 本田康祐 プロデュースデザインタオル PDCS-5924 - 中川勝就 プロデュースデザインタオル PDCS-5925 - 浦野秀太 プロデュースデザインタオル PDCS-5926 - 佐野文哉 プロデュースデザインタオル PDCS-5927                                                                         |
| 2nd  | 2021年1月20日  | Ready Set Go | 3      | UNIVERSAL MUSIC STORE限定盤（CD MAXI） | DSKU-11332 |
| 3rd  | 2021年3月31日  | Roar         | 3      | 初回盤（CD+DVD）                       | UMCK-7106 |
| 3rd  | 2021年3月31日  | Roar         | 3      | 通常盤（CD only）                      | UMCK-5700 |
| 3rd  | 2021年3月31日  | Roar         | 3      | FC限定盤（CD+DVD+フォトブック）        | PDCS-5929 |
| 4th  | 2021年7月28日  | Get Away     | 5      | 初回盤（CD+DVD）                       | UMCK-7121 |
| 4th  | 2021年7月28日  | Get Away     | 5      | 通常盤（CD only）                      | UMCK-5702 |
| 4th  | 2021年7月28日  | Get Away     | 5      | FC限定盤（CD+Blu-ray）                 | PDCS-5931 |
| 5th  | 2022年3月9日   | You          | 4      | 初回盤（CD+DVD）                       | UMCK-7161 |
| 5th  | 2022年3月9日   | You          | 4      | 通常盤（CD only）                      | UMCK-5713 |
| 5th  | 2022年3月9日   | You          | 4      | FC限定盤（CD+DVD+GOODS）               | ※メンバー別4形態 - 本田康祐 プロデュースデザインフェイスタオル(2022ver.) PDCS-5936 - 中川勝就 プロデュースデザインフェイスタオル(2022ver.) PDCS-5937 - 浦野秀太 プロデュースデザインフェイスタオル(2022ver.) PDCS-5938 - 佐野文哉 プロデュースデザインフェイスタオル(2022ver.) PDCS-5939 |
| 6th  | 2022年7月27日  | Time Jackerz | 3      | 初回盤（CD+DVD）                       | UMCK-7169 |
| 6th  | 2022年7月27日  | Time Jackerz | 3      | 通常盤（CD only）                      | UMCK-5718 |
| 6th  | 2022年7月27日  | Time Jackerz | 3      | FC限定盤（CD+Blu-ray）                 | PDCS-5941 |
| 7th  | 2022年11月2日  | Let Go       | 4      | 初回盤（CD+DVD）                       | UMCK-7181 |
| 7th  | 2022年11月2日  | Let Go       | 4      | 通常盤（CD only）                      | UMCK-5720 |
| 7th  | 2022年11月2日  | Let Go       | 4      | FC限定盤（CD+Blu-ray）                 | PDCS-5944 |
| 8th  | 2024年2月7日   | BREMEN       | 1      | 初回盤（CD+DVD）                       | UMCK-7241 |
| 8th  | 2024年2月7日   | BREMEN       | 1      | 通常盤（CD only）                      | UMCK-5741 |
| 8th  | 2024年2月7日   | BREMEN       | 1      | FC限定盤（CD+Blu-ray）                 | PROS-5920 |
| 9th  | 2024年6月12日  | LOVE BANDITZ | 4      | 初回盤（CD+DVD）                       | UMCK-7228 |
| 9th  | 2024年6月12日  | LOVE BANDITZ | 4      | 通常盤（CD only）                      | UMCK-5741 |
| 9th  | 2024年6月12日  | LOVE BANDITZ | 4      | FC限定盤（CD+Blu-ray）                 | PROS-5928 |
| 10th | 2024年10月23日 | Frontier     | 5      | 初回盤（CD+DVD）                       | UMCK-7255 |
| 10th | 2024年10月23日 | Frontier     | 5      | 通常盤（CD only）                      | UMCK-5763 |
| 10th | 2024年10月23日 | Frontier     | 5      | FC限定盤（CD+Blu-ray）                 | PROS-5934 |

### アルバム
| No. | リリース日     | タイトル  | 最高位 | 形態                                 | 規格品番  |
| --- | -------------- | --------- | ------ | ------------------------------------ | --------- |
| 1st | 2021年10月13日 | CHASER    | 5      | 初回盤（CD+Blu-ray）                 | UMCK-7144 |
| 1st | 2021年10月13日 | CHASER    | 5      | 初回フラッシュプライス盤（CD only）  | UMCK-7145 |
| 1st | 2021年10月13日 | CHASER    | 5      | FC限定盤（CD+Blu-ray）               | PDCS-1920 |
| 2nd | 2023年7月19日  | JACK POT  | 9      | 初回盤（CD＋Blu-ray）                | UMCK-7207 |
| 2nd | 2023年7月19日  | JACK POT  | 9      | 初回フラッシュプライス盤（CD only）  | UMCK-7208 |
| 2nd | 2023年7月19日  | JACK POT  | 9      | FC限定盤（CD＋Blu-ray）              | PROS-1926 |
| 3rd | 2025年4月9日   | Supernova | 2      | 初回盤（CD＋Blu-ray）                | UMCK-7266 |
| 3rd | 2025年4月9日   | Supernova | 2      | 初回フラッシュプライス盤（CD only）  | UMCK-7267 |
| 3rd | 2025年4月9日   | Supernova | 2      | FC限定盤（CD＋Blu-ray+フォトブック） | PROS-1942 |

### ミュージックビデオ
| 年     | 作品名       | MV                        | Performance Video等 |
| ------ | ------------ | ------------------------- | --- |
| 2020年 | UBA UBA      | - UBA UBA - So Picky      | - UBA UBA - Dance Performance Video - Dance Practice Video - So Picky - Dance Practice Video - BE ON TOP - Dance Practice Video                                                                             |
| 2020年 | Ready Set Go | - Ready Set Go            | - Ready Set Go - Dance Performance Video - Dance Practice Video - Na Na Na - Dance Practice Video - Scattered - Dance Practice Video                                                                        |
| 2021年 | Roar         | - Roar                    | - Roar - Dance Performance Video - Dance Practice Video - Beautifull - OWV LIVE TOUR 2021 -CHASER- - What you waitin' for - OWV ONEMAN LIVE 2022 -and I-                                                    |
| 2021年 | Get Away     | - Get Away                | - Get Away - Dance Performance Video - Dance Practice Video - Bling Bling - Dance Practice Video |
| 2021年 | CHASER       | - CHASER                  | - CHASER - Dance Performance Video - Dance Practice Video - My flow - OWV LIVE TOUR 2021 -CHASER- - Slam Dog - Dance Practice Video - Question - Dance Practice Video - PARTY - OWV LIVE TOUR 2021 -CHASER- |
| 2022年 | You          | - You                     | - You - Dance Performance Video - Dance Practice Video - Sound the Alarm - Dance Practice Video - TALK TALK TALK - OWV ONEMAN LIVE 2022 -and I-                                                             |
| 2022年 | Time Jackerz | - Time Jackerz            | - Time Jackerz - Dance Performance Video - Dance Practice Video - Summer Days - Special Video |
| 2023年 | Let Go       | - Let Go                  | - Let Go - Dance Performance Video - Dance Practice Video - Tararam - Dance Practice Video |
| 2023年 | JACK POT     | - Gamer                   | - Gamer - Dance Performance Video - Dance Practice Video - Here & Now - Here & Now(Live Mix) - Caution - Choreography Video - Last scene - Choreography Video                                               |
| 2024年 | BREMEN       | - BREMEN - SLEEPLESS TOWN | - BREMEN - Dance Performance Video - Choreography Video |
| 2024年 | LOVE BANDITZ | - LOVE BANDITZ            | - Luminous - UNDER5 AWARD 2024 Official Theme Song |
| 2024年 | Frontier     | - Frontier                | - Frontier - Dance Practice Video - TRVCKSTVR - Dance Practice Video - Abyss - Dance Practice Video |
| 2025年 | Supernova    | - Supernova               | - Supernova - Dance Practice Video - EASY - Lyric Video |

### タイアップ
| 年     | 楽曲         | タイアップ                                                                                 |
| ------ | ------------ | ------------------------------------------------------------------------------------------ |
| 2022年 | Time Jackerz | ABCテレビ「防犯カメラが捉えた!衝撃コント映像」7〜9月度エンディングテーマ                   |
| 2022年 | Let Go       | ABCテレビ「防犯カメラが捉えた！衝撃コント映像」10〜12月度エンディングテーマ                |
| 2024年 | Luminous     | 「UNDER5 AWARD 2024」テーマソング                                                          |
| 2024年 | Frontier     | ABEMA「限界オタクション」ダブルテーマソング                                                |
| 2025年 | EASY         | ABC-MART「ゴールデンウィークセール」TVCMソング放送期間：2025年4月24日（木）～ 5月5日（月） |

## 出演
太字は冠番組、主な物のみ

### テレビ
- スペシャプラス！OWVデビュー記念 〜UBA UBA SPECIAL〜（2020年9月27日、スペースシャワーTV プラス）[95]
- PLAY LIST（TBS）[96][97][98][99][100][101]
- シブヤノオト and more FES.2020（2020年10月10日、NHK総合）[102]
- OWV OFFICIAL FANMEETING〜ROUTE I〜TBSチャンネルオリジナル版（2021年2月14日、TBSチャンネル）[103]
- 千鳥のクセがスゴいネタGP（2021年3月4日・2022年4月28日・2022年8月4日、フジテレビ）[104][105]
- OWV 1st Anniversary Talk & Live“AWAKE”〜舞台裏密着映像付き特別版〜 （2021年5月29日、TBSチャンネル）[106]
- バベる！-OWVがBBQで男磨き-（2021年6月20日・7月18日、TBSチャンネル）[107]
  - 宮崎満喫編（2021年12月24日・2022年1月16日、TBSチャンネル）[108]
- CDTVスペシャル！年越しプレミアライブ2021→2022（2021年12月31日、TBS）[109]
- OWVの大勝負！(2022年1月21日 - 、フジテレビTWO）[110]
- OWV LIVE TOUR 2021 -CHASER- 舞台裏密着映像付き特別版（2022年1月30日、TBSチャンネル）[111]
- 3x3 SOUL（2022年5月14日 -10月15日、BSよしもと） - レギュラーゲスト[112]

### ラジオ
- レコメン!（文化放送）[113][114][115][116][117][118][119]
- NACK5 Friday Special ～こちらOWVです～（2020年11月27日、FM NACK5）[120]
- ミュージックライン（NHK-FM）[121][122][123][124][125]
- キャッチ！（2021年4月5日 - 、エフエム滋賀）[126][127][128][129][130][131][132][133][134]
- ミュージックライン紅白スペシャル（2021年12月30日、NHK-FM）[135]
- E∞Tracks Selection～OWVのシャカラカRadio（2022年1月5日 - 6月22日、FM大阪）[136][137]
- Roomie Roomie!（2022年7月19日、TOKYO FM）-本田、佐野[138]※メインパーソナリティー野呂佳代さんの代打

### 配信番組
- OWV結成記念特別生配信（2020年6月3日、GYAO!）[139]
- OWV道（-ロード）（2020年9月8日 - 10月6日、GYAO!）※全6回[140]
  - 弐（2021年1月20日 - 2月23日、GYAO!）[141]※全6回
  - 参（2021年11月16日 - 12月21日、GYAO!）※全6回[142]
- #はじめましてOWVです（2020年9月30日、ABEMA SPECIAL）[143]
- #Twitterトレンド大賞2020 スポーツトレンド2020（2020年11月28日、Twitter）-本田[144]
- みんな集まれ！OWVのゲーム部屋（2020年12月23日・2021年1月21日・2月27日・2月28日・3月20日・3月27日、Mildom）[145][146][147][148][149][150]
- 第4回 ももいろ歌合戦～ニッポンの底力～史上最多アーティストと年越し7時間生放送（2020年12月31日、AbemaTV）
- Ready Set Go発売記念生配信特番（2021年1月20日、GYAO!）[151]
- The SAME TIME ～Dリーガー いま何してる？～（2021年3月17日-6月30日、ABEMA SPECIAL）[152][153][154][155][156][157][158][159][160]
- KCON:TACT 3 COUNTDOWN WEEK JAPAN  1日限りの大変身？！期待の新星グループ OWVのK-Culture体験記（2021年3月19日、YouTube）[161]
- 「Roar」発売記念生配信特番（2021年3月31日、GYAO!）[162]
- KCON STUDIO LIVE from JAPAN（2021年9月15日・9月23日）[163][164]
- OWV デビュー1周年記念生配信（2021年9月30日、GYAO!）[165]
- #Twitterトレンド大賞2021（2021年12月20日、Twitter）-本田、浦野[166]
- 持続可能な恋ですか?〜父と娘の結婚行進曲〜Paraviオリジナルストーリー『カリスマヨガインストラクターMIKAKOの持続不可能な恋ですが』（5月10日- 、Paravi）-本田・中川[167]
- 有田ジェネレーション Season6　#6（2022年8月22日、Paravi）[168]

### その他
- ほなうさラジオ - 期間限定でIGTV上で配信されていたもの。全6回＋番外編「秀太の部屋」3回。配信期間は2020年4月18日-5月21日。グループ名発表以前までの当ラジオを視聴することはできないが、OFFICIALFANCLUB内でFANCLUBコンテンツとして復活。後者は現在も更新中。

## ライブ・イベント

### ライブ
| 年     | 公演名                                   | 公演日                | 会場                                         |
| ------ | ---------------------------------------- | --------------------- | -------------------------------------------- |
| 2020年 | OWV OFFICIAL FANMEETING～ROUTE Ⅰ～       | 12月27日              | オンライン開催                               |
| 2021年 | OWV 1st Anniversary Talk &Live“AWAKE”    | 4月11日               | 東京 豊洲PIT                                 |
| 2021年 | OWV SUMMER LIVE 2021 -WIND-              | 8月1日                | 東京 府中の森芸術劇場どりーむホール          |
| 2021年 | OWV SUMMER LIVE 2021 -WIND-              | 8月22日               | 大阪 なんばHatch                             |
| 2021年 | OWV LIVE TOUR 2021 -CHASER-              | 11月7日               | 大阪 Zepp Namba                              |
| 2021年 | OWV LIVE TOUR 2021 -CHASER-              | 11月14日              | 宮城 SENDAI GIGS                             |
| 2021年 | OWV LIVE TOUR 2021 -CHASER-              | 11月27日              | 神奈川 KT Zepp Yokohama                      |
| 2021年 | OWV LIVE TOUR 2021 -CHASER-              | 12月05日              | 福岡 Zepp Fukuoka                            |
| 2022年 | OWV ONEMAN LIVE 2022 -and I-             | 2月12日               | 東京 中野サンプラザ                          |
| 2022年 | OWV OFFICIAL FANMEETING -POST TOWN-      | 4月10日               | 東京 豊洲PIT                                 |
| 2022年 | OWV LIVE TOUR 2022 -STRANGE-             | 10月1日               | 東京 中野サンプラザ                          |
| 2022年 | OWV LIVE TOUR 2022 -STRANGE-             | 10月23日              | 大阪 メルパルクホール                        |
| 2022年 | OWV LIVE TOUR 2022 -STRANGE-             | 11月3日               | 愛知 日本特殊陶業市民会館ビレッジホール      |
| 2022年 | OWV LIVE TOUR 2022 -STRANGE-             | 11月19日(After Party) | 東京 Zepp Haneda                             |
| 2023年 | OWV LIVE TOUR 2023 -CASINO-              | 3月11日               | 福島 けんしん郡山文化センター                |
| 2023年 | OWV LIVE TOUR 2023 -CASINO-              | 3月19日               | 大阪 NHK大阪ホール                           |
| 2023年 | OWV LIVE TOUR 2023 -CASINO-              | 3月21日               | 福岡 福岡国際会議場                          |
| 2023年 | OWV LIVE TOUR 2023 -CASINO-              | 4月1日                | 東京 NHKホール                               |
| 2023年 | OWV LIVE TOUR 2023 -MUSEUM-              | 10月7日               | 埼玉 三郷市文化会館 大ホール                 |
| 2023年 | OWV LIVE TOUR 2023 -MUSEUM-              | 10月14日              | 山梨 東京エレクトロン韮崎文化ホール 大ホール |
| 2023年 | OWV LIVE TOUR 2023 -MUSEUM-              | 10月22日              | 宮城 東京エレクトロンホール宮城 大ホール     |
| 2023年 | OWV LIVE TOUR 2023 -MUSEUM-              | 11月11日              | 新潟 加茂文化会館 大ホール                   |
| 2023年 | OWV LIVE TOUR 2023 -MUSEUM-              | 11月24日              | 広島 アステールプラザ大ホール                |
| 2023年 | OWV LIVE TOUR 2023 -MUSEUM-              | 12月9～10日           | 大阪 COOL JAPAN PARK OSAKA WWホール          |
| 2023年 | OWV LIVE TOUR 2023 -MUSEUM-              | 12月16～17日          | 愛知 名古屋市公会堂 大ホール                 |
| 2024年 | OWV LIVE TOUR 2023 -MUSEUM-              | 1月14日               | 東京 片柳アリーナ                            |
| 2024年 | OWV FAN MEETING 向日葵のプリンス編・凸凹 | 3月23日               | 東京 EX THEATER ROPPONGI                     |
| 2024年 | 王舞学園 王舞祭2024                      | 11月10日              | 東京 立川ステージガーデン                    |
| 2024年 | 王舞学園 王舞祭2024                      | 11月23日              | 大阪 NHK 大阪ホール                          |
| 2025年 | OWV LIVE TOUR 2025 -VERSUS-              | 2月2日                | 愛知 Bottom Line                             |
| 2025年 | OWV LIVE TOUR 2025 -VERSUS-              | 2月14日               | 福岡 DRUM LOGOS                              |
| 2025年 | OWV LIVE TOUR 2025 -VERSUS-              | 3月1日                | 神奈川 KT Zepp Yokohama                      |
| 2025年 | OWV LIVE TOUR 2025 -VERSUS-              | 3月9日                | 大阪 なんばHatch                             |
| 2025年 | OWV 5th Anniversary LIVE-SUPERNOVA-      | 4月6日                | 千葉 幕張メッセ 国際展示場展示ホール2～3     |
| 2025年 | OWV LIVE TOUR 25-26 -VERSUS-             | 9月12日               | 東京 Zepp Haneda                             |
| 2025年 | OWV LIVE TOUR 25-26 -VERSUS-             | 10月9日               | 神奈川 Zepp Yokohama                         |
| 2025年 | OWV LIVE TOUR 25-26 -VERSUS-             | 11月4日               | 神奈川 Zepp Yokohama                         |
| 2025年 | TWO THRONE OWV・OCTPATH MASHUP LIVE      | 12月14日              | 神奈川 横浜BUNTAI                            |
| 2026年 | OWV LIVE TOUR 25-26 -VERSUS-             | 1月15日               | 東京 Zepp Diver City                         |
| 2026年 | OWV LIVE TOUR 25-26 -VERSUS-             | 2月20日               | 東京 豊洲PIT                                 |

### イベント
- 第31回 マイナビ 東京ガールズコレクション 2020 AUTUMN／WINTER ONLINE（2020年9月5日、さいたまスーパーアリーナ）[15]※オンライン開催
- OWV 3rd Single「Roar」リリース記念！スペシャルトーク生配信イベント（2021年4月17日、タワーレコード）[169]
- 母の日にプレゼント！OWVのフラワーアレンジメント体験教室（2021年5月4日）[170]※オンライン配信
- レゴランド・ディスカバリー・センター東京  マスター・モデル・ビルダー ファイナルコンテスト （2021年8月25日）[171]※オンライン配信
- KCON:TACT HI 5 <KCON World Premiere: The Triangle>（2021年9月23日、パシフィコ横浜）[32]
- R-1フェス2022～ピン芸と音楽の祭典～（2022年3月5日、日本青年館ホール）[172]
- Warai Mirai Fes 2022 ～Road to EXPO 2025～（4月30日、万博記念公園）[173]
- Rakuten GirlsAward 2022SPRING／SUMMER（2022年5月14日、幕張メッセ）[174]
- KCON 2022 Premiere in Tokyo（2022年5月14日・15日、幕張メッセ）[175]
- バンビーノ presents とにかくゲストが大活躍するライブ（2022年6月26日、有楽町よみうりホール）[176]
- 月刊コント6月グランド号（2022年6月29日、なんばグランド花月）[177]
- MTV LIVE MATCH 2022.07.10（2022年7月10日、ぴあアリーナMM）[178]
- WaterRand 2022（2022年8月7日、お台場青海R地区）[179]
- SUMMER STATION 音楽LIVE（2022年8月17日、六本木ヒルズアリーナ）[180]
- LIVE STAND 22-23 TOKYO（2022年8月19日、幕張メッセ）[181]
- FM OSAKA E∞Tracks Selection～OWVのシャカラカRadio & Live!!（2022年8月29日、なんばHatch）[182]
- 黒フェス2022(2022年9月6日、豊洲PIT)[183]
- イナズマロックフェス2022（2022年9月17日、滋賀県草津市烏丸半島芝生広場）[184]
- LIVE STAND 22-23 OSAKA（2022年9月18日、COOL JAPAN PARK OSAKA WWホール）[185]
- Rakuten GirlsAward 2022 AUTUMN／WINTER（2022年10月8日、幕張メッセ）-中川、浦野[186]
- TGC FES YAMANASHI 2022（2022年10月22日、河口湖ステラシアター）[187]
- 大阪・関西万博開催記念 Survive FES（2025年7月26日・27日、万博記念公園 もみじ川芝生広場）[188]